# Autoroute A63 (France)
Pour les articles homonymes, voir A63.

En France, l’autoroute A63 relie l'agglomération bordelaise à la frontière espagnole.

## Description et historique
Elle est composée de trois sections :
- La section nord-est, gérée par la DIR Atlantique, est une autoroute gratuite reliant Bordeaux (accès par la sortie 15 de la rocade) à Salles.
- La section centrale, qui traverse le département des Landes, est une autoroute concédée en janvier 2011 à Atlandes pour un aménagement en une autoroute à 2 × 3 voies sur 104 kilomètres[1]. Le passage au statut autoroutier de cette ancienne voie express est acquis depuis la mise en service du système de péage autoroutier le 25 avril 2013. Les travaux d'aménagement se sont achevés le 22 novembre 2013.
- La section sud, concédée aux Autoroutes du Sud de la France, relie Saint-Geours-de-Maremne (Landes) à Biriatou à la frontière franco-espagnole.

Les deux sections concédées sont à système de péage ouvert, il n'y a pas de ticket à prendre, le paiement se fait directement à chaque barrière de péage (cinq barrières en tout à franchir pour le trajet complet de Bordeaux à l'Espagne).
Lors de l'inauguration officielle du tronçon nord au 10 avril 2014, l'autoroute est renommée autoroute des Landes,.La section centrale était auparavant entre Belin-Béliet et Saint-Geours-de-Maremne une voie express à 2 × 2 voies, la RN 10. La courte section Salles - Belin-Béliet était une autoroute non concédée à 2 × 2 voies.
L'A63 est un axe majeur de communication vers le Pays basque. Elle fait partie de la route des Estuaires. L'A63 fait partie du réseau ASF de la zone ouest. Elle est fréquentée par de nombreux poids lourds de toute l'Europe, desservant la péninsule Ibérique.
D'autre part, elle est reliée au niveau de l'échangeur de Mousserolles (Bayonne) à l'autoroute A64 en direction de l'Est : Pau, Tarbes et Toulouse.
La section ouest est connectée à l'A660 qui dessert l'est du Bassin d'Arcachon.
Deux radios d'autoroutes émettent sur l'A63, sur la fréquence 107,7 MHz. Radio Vinci Autoroutes sur le tronçon d'ASF et Radio Atlandes Autoroute sur le tronçon d'Atlandes.
À la frontière franco-espagnole au péage de Biriatou, et en sortie de la rocade bordelaise, il y a tous les jours des bouchons de poids lourds. Les moments les plus critiques sont le matin vers 7 heures, mais surtout le soir vers 16 heures et en première partie de soirée.
La section sud de l'A63 a été concédée à la société Autoroute de la Côte basque (ACOBA) en 1984. La première section ouverte fut le contournement est de Saint-Jean-de-Luz en 1972. Par la suite, ACOBA fut intégrée à la société des Autoroutes du sud de la France (ASF).
Remarques particulières
- Cette autoroute possède une particularité remarquable. La numérotation de ses sorties est inversée par rapport à son marquage kilométrique. Ainsi, son point kilométrique d'origine km zéro se situe sur la sortie no 15 de la rocade de Bordeaux, alors que la sortie n°1 se situe tout au Sud, au point kilométrique 205.3, près de la frontière, à Biriatou.
- Sur la sortie  0 de l'autoroute espagnole AP-8 située à 150 mètres de la frontière (et du pont sur la Bidassoa), on trouve des cartouches  A-63  en direction de Bayonne (que l'on retrouve habituellement le long de l'autoroute espagnole A-63 dans les Asturies) au lieu de .

## Sorties
Section concédée à ASF et payante (sauf entre l'A64 et la sortie 6).
- Sortie du territoire espagnol :  L'autoroute AP-8 (Autopista del Cantábrico) devient A63 (Autoroute de la Côte Basque).
  - Entrée dans la région de la Nouvelle-Aquitaine, département des Pyrénées-Atlantiques.
  - Pont franchissant La Bidassoa.
- 1 Biriatou à 0,3 km : Hendaye,  Biriatou
- Péage de Biriatou
  -   Limitation à 130 km/h.
  -  Aire de repos d’Urrugne (sens  Espagne-Bordeaux).
- 2 Saint-Jean-de-Luz - sud à 8 km : Saint-Jean-de-Luz, Urrugne, Ciboure, Hendaye - Plage, Col d'Ibardin
  - Pont sur la Nivelle.

(en projet)  2.1 Saint-Jean-de-Luz - centre : Ascain, Saint-Pée-sur-Nivelle
- 3 Saint-Jean-de-Luz - nord à 13 km : Saint-Jean-de-Luz, Ascain, Guéthary, Saint-Pée-sur-Nivelle
  -  Aire de service de Bidart (dans les deux sens).
  -  Limitation à 110 km/h.
- 4 Biarritz à 22 km : Biarritz, Bidart,  Aéroport, Saint-Pée-sur-Nivelle
- Péage de Biarritz-la Négresse
- 5 Bayonne - sud à 27 km : Bayonne - centre, Saint Léon, Anglet, Cambo-les-Bains, Saint-Jean-Pied-de-Port, Ustaritz
  - Pont sur la Nive.
- Échangeur entre A64 et A63 (Échangeur de Mousserolles) à 31 km : Toulouse, Tarbes, Lourdes, Pau, Peyrehorade, Orthez, Mouguerre, Saint-Pierre-d'Irube, Bayonne - Mousserolles
  - Pont sur l'Adour
- 6 Bayonne - nord à 33 km : Bayonne - centre, Saint Esprit, Saint-Martin-de-Seignanx, Orthez, Peyrehorade, Pau par RD
- Limitation à 130 km/h.

Passage du département des Pyrénées-Atlantiques au département des Landes
- 7 Ondres à 39 km : Zone Portuaire, Boucau, Tarnos, Ondres, Labenne, Pau par RD, Saint-Martin-de-Seignanx
  -  Aire de service de Labenne (dans les deux sens)
- 8 Capbreton à 50 km : Seignosse, Capbreton, Hossegor, Bénesse-Maremne, Saint-Vincent-de-Tyrosse, Labenne
- Péage de Bénesse-Maremne
  -  Aire de repos de Saubion (dans les deux sens)

Section concédée à Atlandes et payante (sauf entre les sorties 12 à 17 et 20 à 21).

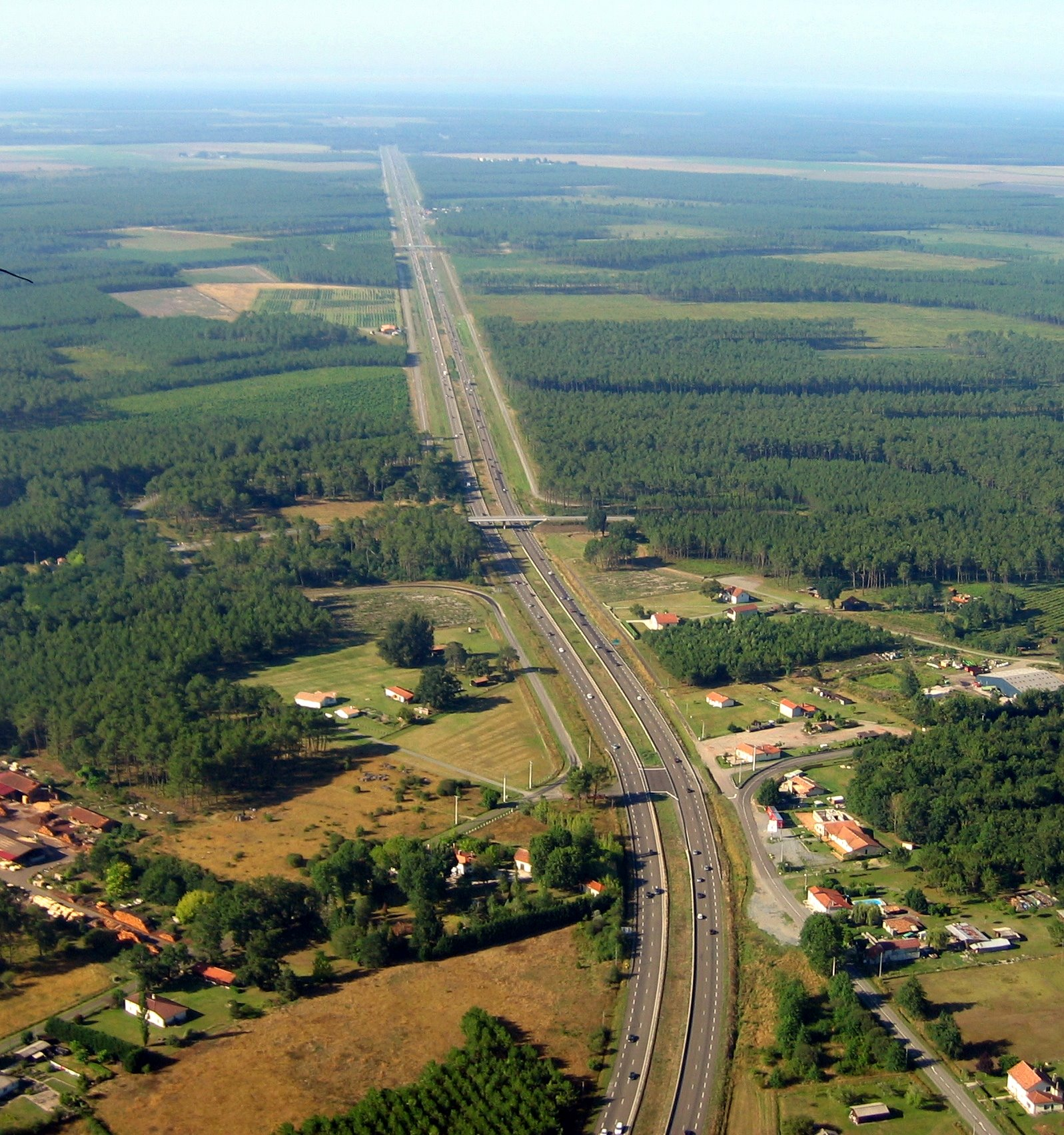
L'A63 dans les Landes, anciennement RN10.

- 9 Saint-Geours-de-Maremne (RD 810) à 58 km : Dax, Mont-de-Marsan
- 10 Soustons à 67 km : Saint-Geours-de-Maremne, Soustons, Azur, Vieux-Boucau-les-Bains, Atlantis Sud, Peyrehorade par RD, Saint-Vincent-de-Tyrosse
- 11 Magescq à 75 km : Messanges, Vieux-Boucau-les-Bains, Magescq, Moliets-et-Maâ
  -  Aire de repos de Magescq (dans les deux sens)
- Péage de Castets (entrée en service en avril 2013)
- 12 Castets à 88 km : Castets, Linxe, Vielle-Saint-Girons, Dax, Moliets-et-Maâ
- 12.1 Castets - est à 89 km : Castets, Taller (entrée uniquement vers Bordeaux ; quart échangeur)
  -  Aire de service de l'Océan (dans les deux sens) (anc. Aire du Souquet)
- 13 Lesperon à 101 km : Lesperon, Tartas, Lit-et-Mixe, Rion-des-Landes
- 14 Laharie à 111 km : Morcenx, Mimizan, Contis - Plage, Onesse-Laharie
  -  Aire de repos d’Onesse-et-Laharie (dans les deux sens)
- 15 Cap de Pin à 123 km : Escource, Sabres, Solférino,  Écomusée de Marquèze, Sabres
- 16 Labouheyre à 129 km : Labouheyre, Lüe, Pontenx-les-Forges, Mimizan, Commensacq
  -  Aire de repos de Labouheyre (dans les deux sens)
- 17 Liposthey à 143 km : Biscarrosse, Parentis-en-Born, Liposthey
- Péage de Saugnac-et-Muret (entrée en service en avril 2013)
  -  Aire de service de la Porte des Landes (dans les deux sens) (anc. Aire du Muret)
- 18 Le Muret à 154 km : Saugnac-et-Muret, Moustey,  Parc naturel régional des Landes de Gascogne, Mont-de-Marsan

Passage du département des Landes au département de Gironde
NB. La sortie  19 a été supprimée, elle correspondait à une bretelle sortante du sens Bordeaux-Bayonne, donnant sur la route landaise D 20E et le quartier Lilaire de Belin-Béliet. Une aire de service dans l'autre sens existait également et été supprimée en 2011 pour la mise aux normes autoroutières de la RN10.

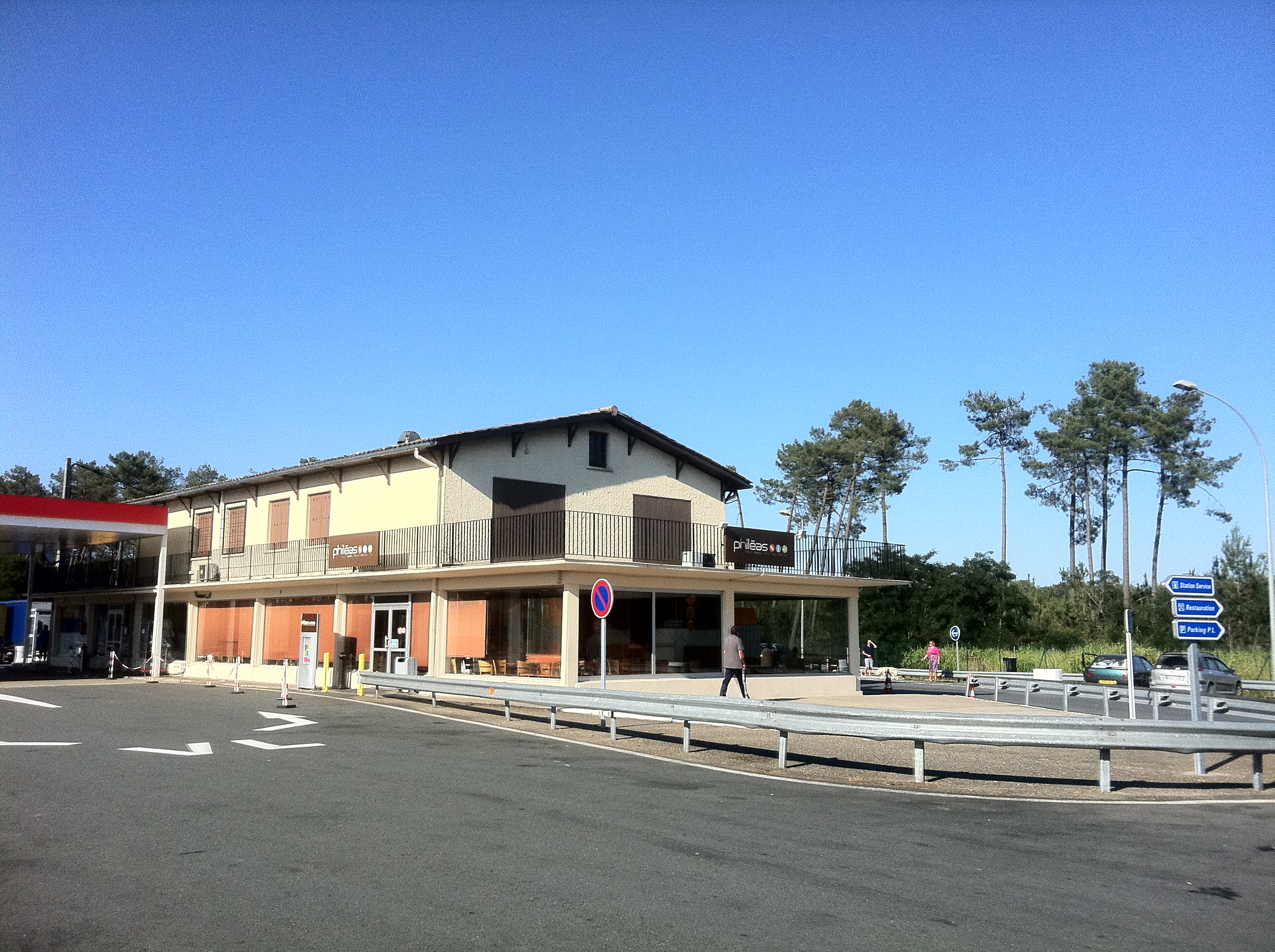
L'ancienne aire de Lilaire.

- 20 Belin-Béliet à 159 km : Belin-Béliet, Lugos (de et vers Espagne, demi-échangeur)
  -  Aire de repos de Lugos (dans les deux sens)
- 21 Salles à 169 km : Belin-Béliet, Z. I.  Belin-Béliet, Hostens, Salles, Mios
  -  Réduction à 2 × 2 voies à 170 km
  -  jusqu'à  26

Section non-concédée gérée par la DIR Atlantique et gratuite.
- Échangeur entre A660 et A63 : Bassin d'Arcachon, Biscarrosse
  - Début de section à vitesse régulée (entre km/h et km/h selon le trafic) jusqu'à Bordeaux
  -  Limitation à 110 km/h.
- 23 Le Barp à 184 km : Lacanau, Le Barp, Marcheprime
  -  Aire de repos des Gargails (dans les deux sens)Sortie 23.

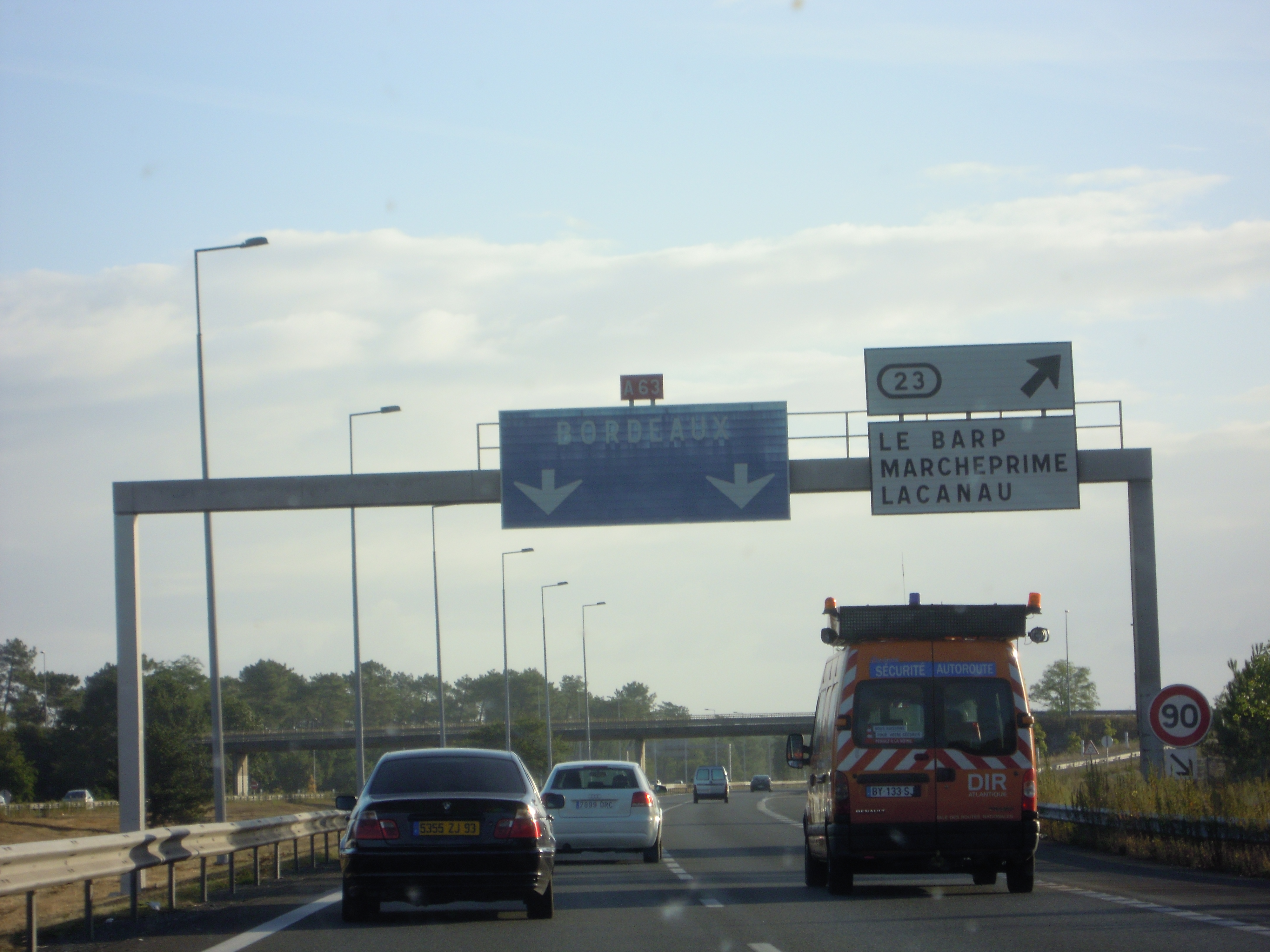
Sortie 23.

- 24 Saint-Jean-d'Illac à 194 km : Saucats, Saint-Jean-d'Illac, Cestas - Jauge, Pierroton
  -  Aire de service de Bordeaux - Cestas (dans les deux sens)
  -  Limitation à 90 km/h.
- 25 Cestas à 199 km : Cestas - centre, Canéjan
- 26b Canéjan - Granet à 203 km : Canéjan, Z. I. Canéjan-Granet (de et vers Bordeaux ; demi-échangeur)
- 26/26a Gradignan à 204 km : Canéjan, Z. I. Canéjan-Granet, Z. I. Pessac, Gradignan.
  -   Limitation à 70 km/h (entre la sortie 26 et la rocade de Bordeaux).
- Échangeur entre Rocade de Bordeaux (A630) et A63 :
  - Rocade Intérieure : Pessac,  Mérignac
  - Rocade Extérieure : Toulouse (A62), Paris (A10), Lyon (A89), BordeauxTalence, Domaine Universitaire

## Quelques chiffres
Chiffres de trafic journalier pour l'A63 :
- 34 000 véhicules dont 9 000 poids-lourds.

En été :
- 80 000 véhicules dont 10 000 poids-lourds.

Chaque année, 3 300 000 camions passent sur l'A63 entre Bayonne-nord et Biriatou.

## Une autoroute renouvelée
Le péage de Biarritz a été entièrement reconstruit. De même, toujours à Biarritz, le P.C. régional autoroutier ASF, qui regroupe l'A63, l'A64 et la rocade bordelaise, a été érigé. Les travaux ont été menés en 2002.
Le terre plein central en béton entre Saint-Jean-de-Luz sud et la frontière espagnole a été reconstruit.
En 2005, le terre-plein central en béton entre Bayonne-sud (no 5) et Bayonne-Mousserolles (no 5.1) a été entièrement refait par les ASF. Après la saison estivale, ce fut le secteur Bayonne-Mousserolles (no 5.1) à Bayonne-nord (no 6) qui reçut un nouveau terre plein central.
En mars 2006, reprirent les travaux entre Biarritz (no 4) et Bayonne-Mousserolles (no 6.1). Ainsi tout le tronçon de Biarritz (no 4) à Bayonne (no 7) a été renouvelé.
Du 17 septembre au 21 décembre 2013, les ASF ont engagé l'entreprise Eurovia FlocLand à renouveler l'enrobé et à élargir les bandes d'arrêt d'urgence (BAU) entre Saint-Jean-de-Luz et Saint-Pierre-d'Irube.
Et à partir de janvier 2008, les ASF et Eurovia vont renouveler les dérobés entre Saint-Jean-de-Luz et la frontière espagnole (Biriatou).
À la suite de ces travaux, les ASF vont pouvoir élargir l'A63 entre Labenne et Biriatou (voir ci-dessous).
Les 104 km de la RN 10 ont été aménagés entre Salles et Saint-Geours-de-Maremne afin de mettre le tronçon aux normes autoroutières : élargissement à 2×3 voies, réalisation d'une bande d'arrêt d'urgence, pose de glissières de sécurité et de grillage interdisant l'accès à la chaussée, élargissement des entrées et sorties, agrandissement des stations service, aménagement de bassins étanches de recueil des eaux de pluie ainsi que diverses réalisations environnementales (écrans et de merlons acoustiques).
Le projet consistait sur la totalité du trajet à réaménager le tracé de la RN 10 sauf pour le contournement de Labouheyre où un nouveau tronçon a dû être réalisé ex nihilo, le tracé préexistant ne permettant pas la requalification en tronçon autoroutier.
L'étude et les travaux ont été confiés à la société Atlandes. Les travaux ont débuté en septembre 2011 et se sont achevés le 22 novembre 2013.
Le péage frontalier de Biriatou a également été réaménagé pour permettre l'élargissement de 13 à 20 couloirs.

### Saint-Geours-de-Maremne - Salles
La voie express RN 10 dans la traversée du département des Landes et du sud Gironde entre Salles et Saint-Geours-de-Maremne a été concédée à Atlandes. À charge pour le concessionnaire de l'aménager en autoroute à deux fois trois voies, sur deux sections de 15 km dans un premier temps, au droit des communes de Labouheyre et de Castets puis intégralement dans une seconde phase.
L'autoroute est exploitée depuis avril 2013 par un système de péage ouvert, constitué de deux barrières en pleine voie. La barrière nord est située entre l'échangeur du Muret et l'échangeur de Liposthey et la barrière sud entre l'échangeur de Castets et l'échangeur de Magescq. Tous les échangeurs de l'autoroute sont libres de péage.
À l'été 2013, 70 km sont en cours d'achèvement.
Les travaux ont débuté le 26 septembre 2011. La fin totale des travaux sur cette section concédée de l'A63 a eu lieu fin novembre 2013, soit 7 mois d'avance sur le calendrier initial.
L'exploitation a été confiée à la société Egis Exploitation Aquitaine. Elle s'occupe notamment de la sécurité, la viabilité, le péage et la maintenance. Egis n'exclut pas d'utiliser des drones pour la surveillance des incidents dans le trafic automobile,.

### Bayonne-Biarritz
L'échangeur de Saint-Jean-de-Luz subit aussi des changements. En effet le projet avait pour but d'élargir la gare de péage de la sortie en direction de l'Espagne. On passerait ainsi de 2 à 5 couloirs. Sur ce même échangeur, mais à l'entrée cette fois, la gare de péage sera agrandie en direction de Bordeaux.
Depuis le 6 juillet 2012 l'élargissement de la section Bayonne-Biarritz est achevé, celui-ci comprend une nouvelle bifurcation à Bayonne-Mousserolles pour faciliter l'accès à l'A64. Cette bifurcation permet d'éviter le rond-point de Mousserolles qui était souvent engorgé à cause du passage de la départementale D1 et des autoroutes A63 et A64. À partir du mois de septembre 2013 les travaux de mise à 2 × 3 voies du tronçon de 22 kilomètres situé entre le péage de Biarritz et celui de Biriatou ont débuté et la fin des travaux d'élargissement secteur ASF a lieu en 2017.

### Salles - Bordeaux
Le projet de la mise en 2 × 3 voies entre Salles et Bordeaux reste actuellement en phase de concertation depuis janvier 2023.

## Itinéraire alternatif gratuit
Les sorties  5.1,  6, et le tronçon entre les sorties  9 à  26b incluses ne disposent pas de péages indépendants, à l'inverse des autres sorties de l'autoroute. Deux péages seulement sont implantés près de Castets et Saugnac-et-Muret sur ce dernier tronçon.
Les conducteurs de véhicules de moins de 7,5 tonnes peuvent éviter de payer ces deux derniers péages en empruntant les sorties  11 Magesq,  12 Castets,  17 Liposthey et  18 Le Muret et en suivant les itinéraires de substitution désignées en S xx, écrites en jaune orangé sur encadré noir.